# Marsilio Ficino
Marsilio Ficino (19. října 1433 – 1. října 1499), známý též pod svým polatinštěným jménem Marsilius Ficinus, byl italský filosof a lékař, významný představitel humanismu.

## Život
Ficino, jenž byl neobyčejně malé, téměř zakrslé postavy a neustále si stěžoval na chatrné zdraví, se vyznačoval neuvěřitelnou pracovitostí a energií. Překládal spisy Platónovy a Plotinovy do latiny a byl jedním ze zakladatelů novoplatónské akademie ve Florencii, kde tvořil zejména ve službách mecenáše Cosima di Medici.
Jeho hlavním dílem bylo pojednání o nesmrtelnosti duše (Theologia Platonica de immortalitate animae), dále psal komentáře k některým Platónovým dialogům (např. k Symposiu či Filébovi). Ficino dále jevil velký zájem o astrologii a hermetismus. Proslavil se překladem pozdně helénského spisu Corpus Hermeticum. Ve vlastním traktátu o lékařství Liber de Vita se opíral o astrologickou doktrínu spojení jednotlivých znamení zvěrokruhu s jednotlivými částmi těla.
Ficino o historii: "Historie je nezbytná nejen proto, že zpříjemňuje život, ale také proto, že mu dává morální význam."

## Studia
Ficinovi se ve Florencii dostalo skvělého vzdělání nejprve v humanitních oborech a později ve filosofii a medicíně, avšak žádné údaje nenaznačují, že by kdy získal nějaký titul. Okolo roku 1456 začíná studovat řečtinu se záměrem důkladného studia a prozkoumání prací souvisejících s Platónskou filosofií a hermetickou tradicí. Krátce na to se pokouší o první překlady do latiny. Brzy dokončuje svůj překlad hermetických spisů (1463) a poté začíná svůj překlad Platónových dialogů. Co se týče Ficinova překladu Platónových spisů, jedná se o vůbec první souhrnný překlad tohoto rozsáhlého díla do jednoho ze západoevropských jazyků vůbec. Jeho současníci komentovali jeho styl psaní jako elegantní a uspokojivý. Využíval literárních žánrů jako jsou traktát, dialog, řeč a také vydával svou korespondenci.

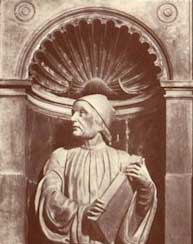
Busta Marsilia Ficina od Andrei Ferrucciho, Santa Maria del Fiore

## Platónská akademie
V roce 1462 byl Ficinovi Cosimem de’Medici darován dům v Carregi, kde Ficino překládal řecké spisy a kde byla také jím založena Platónská akademie. Tento dům se brzy stal střediskem, které přítahovalo duchovní síly nejen Itálie, ale celé učené Evropy. Dnešní předpoklady ukazují, že spíše než akademie v našem smyslu slova, s přesně stanovenými lekcemi a lektory, se spíše jednalo o společenství přátel a vyučování probíhalo neformálně v duchu pomyslné antické Platónovy akademie, formou dialogu se staršími členy. Zájem o tuto akademii byl veliký a dokazuje to i četná korespondence s vlivnými osobnostmi i seznam žáku který Ficino pečlivě zaznamenal v jednom ze svých listů. Věhlas Ficinův i celé akademie byl znám ve většině Evropy.

## Kosmologie
Ficino se v rámci své práce také pokouší podat vypracovaný popis universa. Od svých předchůdců přijal hierarchické řazení universa. Jeho model se v mnohém podobá Plótinově řazení, ale v několika ohledech se liší. Ficinovo schéma je řazeno do pěti základních substancí:
Bůh – andělská mysl – rozumová duše – kvalita – tělo.
U Plótinově schématu kvalita jako samostatná substance chybí a je nahrazena senzitivními a vegetativními schopnostmi duše. Tato změna je u Ficina zcela záměrná, jelikož díky ní se naše schéma universa stane symetričtější a duše získá jedinečné postavení v jeho středu. Tímto stvrzuje nauku svých humanistických předchůdců, totiž že unikátní postavení duše jí umožňuje sdílet vlastnosti s hierarchicky nižšími, ale i vyššími jsoucny a tím potvrzuje jedinečnost lidské bytosti v universu.
Ficinova hierarchie je dynamický celek, kde se jednotlivé sféry navzájem mohou ovlivňovat. Přistupuje tedy na novoplatónskou ideu celkové duše světa prolínající všemi jeho sférami a astrologie mu slouží jako důkaz vlivů jednotlivých sfér na sebe. Duše zde opět získává jedinečné postavení, jelikož díky lásce jako své aktivní hybné síle spojuje a ovládá všechny věci.

## Kontemplativní pojetí života
Ficino popisuje náš každodenní život jako shon a tím se naše mysl dostává do stavu neklidu a nespokojenosti. Ovšem naštěstí pro nás má naše mysl schopnost odvrátit se od těla a od vnějšího světa a zaměřit se k své vnitřní podstatě. Tímto obratem naše duše vstupuje do kontemplativního života, kde je schopna nahlížet inteligibilní svět, který je jí jinak nedostupný. Ficino ukazuje tuto kontemplaci jako výstup duše až k nejvyšším jsoucnům, vrcholícímu v bezprostředním nahlédnutí boha. Ficino zastává názor, že již během života jsme schopni dosáhnout tohoto bezprostředního poznání boha a vidí v něm poslední cíl lidského života, který má upokojit naši mysl.
Proces výstupu přebírá od středověkých autorů a od sv. Augustina. Duše stoupá k bohu za pomoci dvou křídel – intelektu (poznání) a vůle (láska). Rozlišení mezi tím, který z těchto dvou aktů je důležitější není pro Ficina tak důležité přesto se zdá, že spíše upřednostňuje vůli a lásku. Každý stupeň poznání je pak doprovázen láskou k bohu a Lásku k bohu či poznání boha Ficino považuje pouze za dva různé výklady/aspekty téže věci.

## Platónská teologie
Tento ústřední Ficinův spis se zabývá především jedním důležitým tématem a to obhajobou nesmrtelnosti duše po vzoru Platóna, Plótina, sv. Augustina a dalších od kterých si také většinu důkazů vypůjčuje.

### Nesmrtelnost duše
Ficino bezpodmínečně obhajuje teorii nesmrtelnosti duše, jelikož má společně s kontemplativním myšlením ústřední postavení v jeho teoriích. Jedním z jeho zájmů je obhájit duši jako individuální pro každého člověka, což podporuje jeho teorii individuálního výstupu a patření na boha, o kterém jsme již řekli, že věří, že je jej člověk schopen dosáhnout již za svého života. Avšak cílem by podle něj nemělo být, uzřít boha jen na chvíli a jen pár lidmi, kteří se mohou věnovat kontemplativnímu životu, ale většinou lidí a navždy. Proto je pro něj obhajoba věčné nesmrtelné duše tak důležitá. Jinak by potom člověk nebyl více než zvíře, které dosažení svého cíle v každém případě dosáhne již za svého života. Tím také do své teorie dosazuje pro humanistickou dobu tak příznačnou obhajobu lidské důstojnosti.
Výstup k bohu tak tedy dosáhne svého ultimativního cíle.

## Nauka o Lásce
Zde se Ficino zabývá výkladem Platónské lásky v reakci na Platónovy spisy Symposion a Faidros a také teoriemi o přátelství od Aristotela a Cicerona.

### Láska
Nauka o lásce je neméně známá a významná než jeho předešlé teorie. Inspirovala ve své době mnoho básníků a autorů a dala vzniknout i pojmu ‘platonická láska’ ačkoliv ten známe dnes už jen jako zkreslený pozůstatek. Ficino se snaží o syntézu výkladu Platónského a křesťanského charitas. Podle něj je láska či přátelství k druhému vždy jen přípravou na lásku k bohu, která je naším hlavním cílem a touhou. Každý vztah dvou lidí má být provázen láskou, je to pouto, které je povznáší blíže k bohu, takže ve skutečnosti to není jen vztah dvou, ale tří – dvou lidí a boha; boha, který představuje jejich vzájemné pouto a jejich strážce. Proto také své žáky v akademii označuje spíše za společenství přátel.

## Filozofie a Teologie

De triplici vita, 1560

Ficino popisuje vztah filozofie a teologie jako sesterský, přesto ale když mu hrozilo církevní obvinění za některé poznámky k magii a astrologii ve spise De Vita, byl rozhodnut u soudu kterému se sám podrobil své učení pozměnit a vzdát se jakéhokoliv vlivu antických filozofů, pokud by měli bránit jeho víře. Svou křesťanskou víru tedy upřednostňuje před filozofií a obecně ji považuje za nejdokonalejší ze všech náboženství. Nicméně ale říká, že pravá filozofie (čti platónská) je v souladu s křesťanskou vírou a jejímu učení nijak neodporuje spíše ho naopak podporuje

## Díla

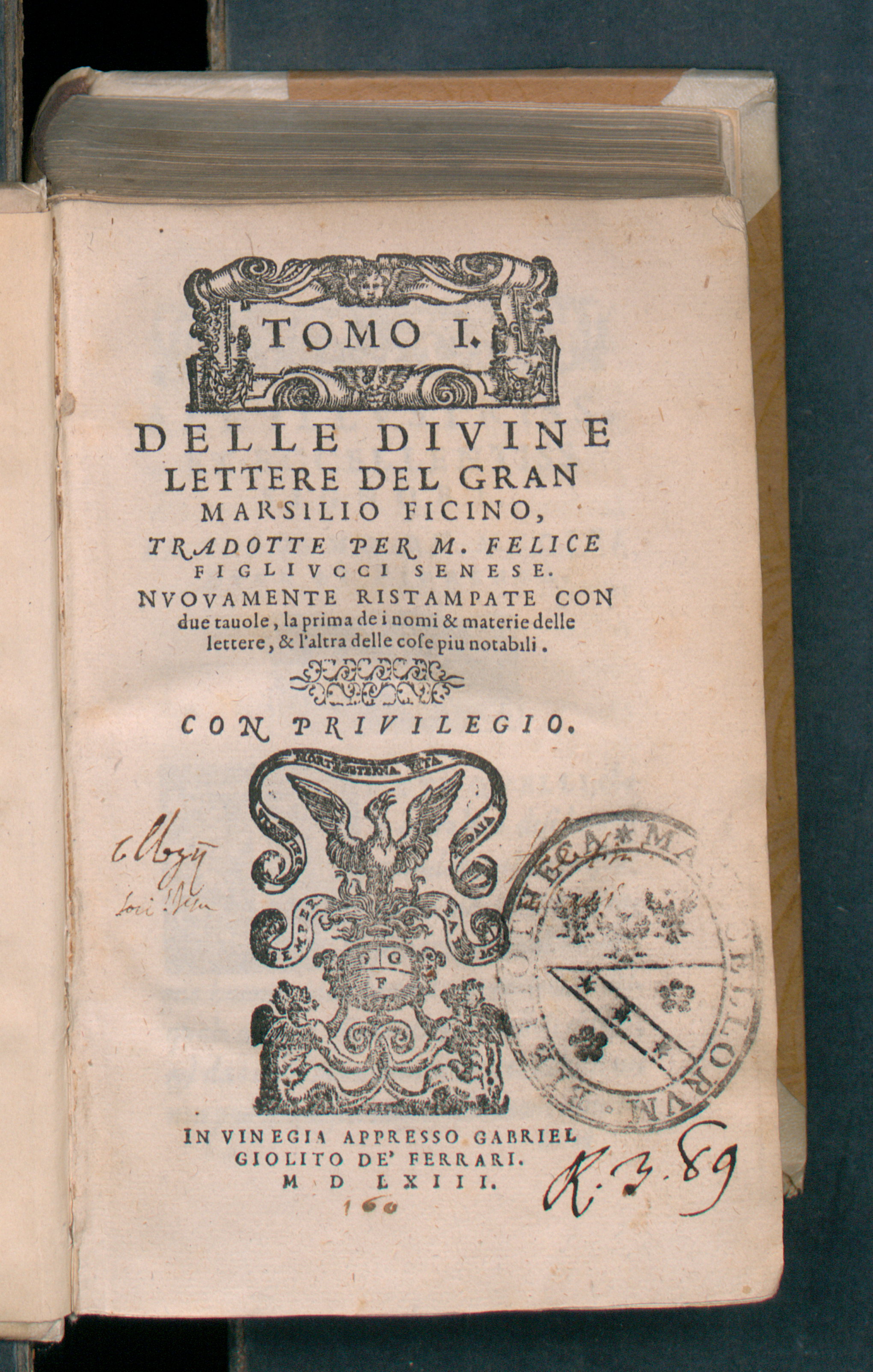
Lettere e carteggi, 1549

- Platonica Theologia de immortalitate animorum
- De christiana religione

Komentáře k Platónovým dialogům:
- Commentaria in Philebum Platonis De summo bono
- Commentarium in Phedrum
- In Convivium

Díla ovlivněná astrologií a metafyzikou světla:
- De lumine
- De sole
- De vita

Dopisy:
- Epistolarum Familiarum Liber I.
- Le divine lettere del gran Marsilio Ficino